# Anschlag von Newry 1985
Der Anschlag von Newry (englisch 1985 Newry mortar attack) ereignete sich während des Nordirlandkonflikts am 28. Februar 1985 auf eine Station der Royal Ulster Constabulary (RUC) in Newry, Nordirland. Der Einschlag einer improvisierten Mörsergranate auf eine Portakabin forderte neun Tote und über 30 Verletzte. Es handelte sich dabei um den opferreichsten Anschlag der IRA auf die RUC während des Nordirlandkonflikts.

## Vorgeschichte
Ab den frühen 1970er Jahren wurde die IRA mit einer steigenden Befestigung von Polizeistationen und Kasernen konfrontiert. Dagegen setzte die IRA in der Anfangsphase selbstgebaute Brandsätze und Sprengkörper mit Zündschnüren ein, welche risikoreich und ohne großen Erfolg über die Sicherheitseinrichtungen geworfen oder geschossen werden mussten. Ab Juni 1972 verwendete die IRA selbstgebaute Mörser, welche von den Sicherheitskräften als „Mark“ bezeichnet und je nach Entwicklungsgrad von 1 bis 17 durchnummeriert wurden.
Beim Anschlag von Newry wurde der ab 1979 eingesetzte Mark 10 verwendet, welcher sich zum „Arbeitspferd“ des Mörserarsenals der IRA in den 1980ern entwickelte. Er hatte einen Durchmesser von 15 cm und verschoss umgebaute Gaszylinder von 120 cm Länge, welche elf bis 100 kg Sprengstoff auf Basis einer Ammoniumnitrat/Nitrobenzol-Mischung oder Semtex aufnahmen, auf eine Entfernung von bis zu 300 m. Oftmals wurden mehrere dieser Mörser auf einem Lastwagen montiert und in Serie abgefeuert um die Trefferwahrscheinlichkeit zu erhöhen.
Mit diesem Modell verübte die IRA eine Vielzahl von Angriffen auf die British Army und RUC. Das erste Todesopfer durch einen solchen Beschuss forderte ein Treffer am 19. März 1979 auf eine RUC-Station in Newtownhamilton, als der 23-jährige Private Peter Woolmore ums Leben kam. Ebenfalls mit diesem Mörsertyp wurde 1991 der Granatenangriff auf die Downing Street No. 10 verübt.

## Anschlag
Am 28. Februar 1985 kam es gegen 18:30 Uhr zu mehreren Explosion im Bereich der RUC-Station am Corry Square in Newry. Sie stammten von Mörsern des Typs Mark 10, welche ihre Sprengladungen vermutlich per Fernauslösung verschossen. Neun dieser Mörser wurden etwa 230 m von der Polizeistation entfernt auf der Ladefläche eines Lastwagens entdeckt, welcher Stunden vor dem Anschlag gestohlen worden war. Die Mörser sollen dabei auf den mit einem roten Licht markierten Funkmast der Polizeistation ausgerichtet worden sein.
Mindestens eine der improvisierten Granaten traf eine als Kantine genutzte Portakabin, in der sich mehrere RUC-Beamte zur abendlichen Teepause aufhielten. Dabei wurden neun Beamte getötet und rund 30 verletzt. Eine weitere Granate war auf einer Wohnstraße direkt vor der Station eingeschlagen und hatte hohen Sachschaden verursacht. Ranghöchstes Todesopfer war Chief Inspector Alex Donaldson (41), ein Cousin des nordirischen Politikers Jeffrey Donaldson. Weiters starben Sergeant John Dowd (31) und Constable David Topping (22), die beiden weiblichen Constables Rosemary McGookin (27) und Ivy Kelly (29), sowie die Reserve Constables Paul McFerran (33), Geoffrey Campbell (24), Denis Price (22) und Sean McHenry (19).
Aufgrund dieses Anschlags kam es zur stärkeren Befestigung von RUC-Stationen.